# 소형모듈원자로
소형모듈원자로(小型 - 原子爐, 영어: small modular reactor, SMR)는 전기출력 300MWe급 소형 원자로를 말한다. 미국 핵잠수함과 항공모함에서 쓰던 원전이다.
IAEA는 소형 원자로를 전기출력 300MWe급 이하라고 정의하나, 일반적인 의견은 전기출력 500MWe급 이하를 소형 원자로라고 정의한다.

## 냉각장치
SMR과 스마트 원자로는 열출력이 같지만, 전력 공급이 끊겨도 공기를 이용해 원자로를 자연 냉각하는 SMR은 스마트 원자로보다 국제 경쟁력이 높다.  따라서, SMR은 해안이 아닌 내륙에도 설치할 수 있다.

## 대한민국
2011년 3월 지식경제부는 7년간 민간과 함께 2,000억원 이상을 투자해 SMR을 개발하겠다고 밝혔다. IAEA는 2050년까지 전 세계에 중소형 원자로 1,000기가 건설될 것으로 예측한다. 3,500억 달러(약 368조원)에 이르는 시장 규모다. SMR은 미국 핵잠수함 원자로이고, 스마트 원자로는 러시아 핵잠수함 원자로라서, 중복사업이 아닌가 하는 지적이 있다.
2011년 현재 대한민국은 열출력 65 MWt인 스마트 실증로를 건설계획중이다. 그러나 경쟁국들이 완제품을 이미 수출시장에 내놓고 있는 마당에, 한국에서는 경제성이 없어서 개발을 중단해야 한다는 등 논란이 많다. 세계에서 가장 먼저 상용화될 것으로 보도되기도 하였으나, 미국은 이미 시판에 들어갔다는 반대보도가 있다.

## 미국
SMR은 미국이 주도하고 있다. 국립 로스 알라모스 연구소는 폭 1.5m, 길이 2.5m의 열출력 70 MWt, 전기출력 25 MWe인 SMR을 개발했다. 미국 하이페리온 파워 제너레이션(Hyperion Power Generation)은 2010년부터 이 SMR을 2500만달러(약 289억원)에 판매하기 시작했다. HPM이라고 부른다. 이미 100여대 6년치를 주문받았다. 오바마 정부는 2011년에만 10억달러를 투자하겠다고 밝혔다. 빌 게이츠도 투자하고 있다.

## 러시아

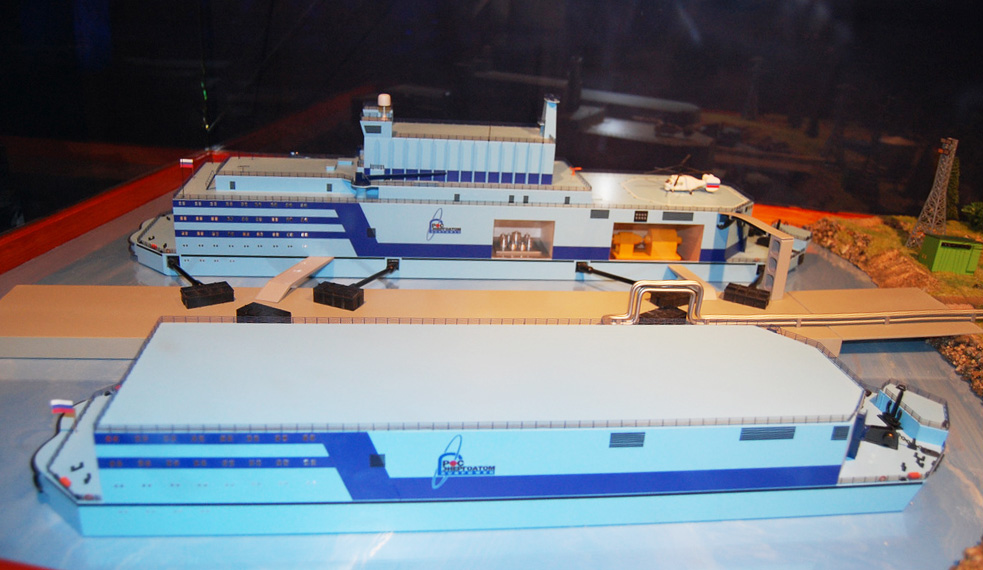
선박형 원자력 발전소

KLT-40S 소형원자로는 스마트 원자로를 한국에 기술이전한 OKBM의 제품이다. 가압수형 원자로이며, 농축도 90%의 우라늄 235를 연료로 사용한다. 열출력 135 MWt이며, 전기출력 35 MWe이다. 러시아는 선박형 원자력 발전소를 수출할 계획이다. 개조된 KLT-40S 원자로 2개가 탑재된다. 열출력 300 MWt, 전기출력 70 MWe를 내며, 20만명의 도시에 전기공급을 할 수 있다.

## 핵잠수함에 전용우려
미국 원자력 추진 잠수함의 원자로인 SMR과 러시아 원자력 추진 잠수함의 원자로인 스마트 원자로가 타국에 수출될 경우, 그 나라의 원자력 추진 잠수함 건조에 이용될 수 있는가의 우려가 있을 수 있으나, 원자력 추진 잠수함용 원자로와 원자력 추진 잠수함 수출은 국제법 위반이 아니다. 원자력 추진 잠수함에 핵미사일을 탑재해 수출하면, 핵미사일 수출 부분이 국제법 위반이 된다.
2009년 프랑스는 핵미사일 없는 원자력 추진 잠수함인 바라쿠다급 잠수함을 브라질에 수출했다. 공산권에서는 러시아가 핵보유국으로 알려져 있는 인도에 핵미사일 없는 원자력 추진 잠수함인 아쿨라급 잠수함을 리스해 준 적이 있었지만, 프랑스의 수출은 전 세계에서 비핵국가에 대한 최초의 원자력 추진 잠수함 수출이다. 국제규제는 없었다.

## 동급 소형 원자로
- SMART 100 MWe PWR KAERI,  대한민국
- MRX 100 MWe PWR JAERI,  일본
- SVBR-100 100 MWe LMR 로사톰/En+,  러시아
- FUJI 100 MWe MSR ITHMSO,  미국  일본  러시아
- KLT-40S - 35 MWe PWR OKBM,  러시아
- VK-300 - 300 MWe PWR Atomenergoprom,  러시아
- CAREM -  27 MWe PWR CNEA & INVAP,  아르헨티나
- NHR-200 - 200 MWt PWR INET,  중국
- IMSR - 2 x195 MWe MSR Terrestrial Energy,  캐나다
- IRIS 100-335 MWe PWR 웨스팅하우스가 주도. 국제협력
- mPower 125 MWe PWR Babcock & Wilcox,  미국
- NuScale 45 MWe PWR NuScale Power,  미국
- HTR-PM 2x250 MWt HTR INET & Huaneng,  중국
- PBMR 200 MWt HTR Eskom,  남아프리카 공화국
- GT-MHR 285 MWe HTR General Atomics  미국, 로사톰  러시아
- BREST 300 MWe LMR RDIPE,  러시아

## 같이 보기
- 토륨 원전 - 냉각장치가 필요없음
- 뉴스케일 파워(영어판)
- 스마트 원자로
- 록히드 마틴 소형 핵융합로(영어판)
  - 스컹크 웍스